# Alexa Moreno
Alexa Citlali Moreno Medina (Mexicali, 8 agosto 1994) è una ginnasta messicana, medaglia di bronzo al volteggio ai Mondiali di Doha 2018.

## Carriera

### 2010-11
Alexa Moreno ha iniziato a competere a livello internazionale partecipando a fine aprile del 2010 ai Pacific Rim Championships che si sono svolti a Melbourne, in Australia, vincendo la medaglia di bronzo al volteggio. Quindi, tre mesi dopo, ha preso parte a Mayagüez ai XXI Giochi centramericani e caraibici, dove ha vinto la medaglia d'oro con il Messico nel concorso a squadre e l'argento al volteggio. Poi, a ottobre dello stesso anno, ha disputato pure i suoi primi campionati mondiali a Rotterdam 2010.
Ha ottenuto un nuovo successo con il Messico nel corso dei Giochi panamericani di Guadalajara 2011, guadagnando il terzo posto nel concorso a squadre dietro Canada e Stati Uniti d'America. Sempre con la squadra, ai Giochi centramericani e caraibici di Veracruz 2014 ha confermato il titolo vinto nella precedente edizione dei Giochi.

### 2016
Moreno ha disputato le Olimpiadi di Rio de Janeiro 2016, giungendo 31ª nel concorso individuale e non riuscendo a qualificarsi ad alcuna finale. Durante le Olimpiadi è stata vittima di una campagna di scherno sulle reti sociali a causa della sua forma fisica.

### 2018
È passata alla storia come la prima ginnasta messicana ad avere mai vinto una medaglia ai Campionati del Mondo, conquistando il bronzo al volteggio a Doha 2018.

### 2021: Olimpiadi di Tokyo
Il 25 luglio gareggia nelle Qualificazioni classificandosi per la finale al volteggio.
Il 1º agosto gareggia nella finale al volteggio, classificandosi al quarto posto.